# Les Mains vicieuses
Pour plus de détails, voir Fiche technique et Distribution.
Les Mains vicieuses (Loving Feeling) est une comédie érotique britannique réalisée par Norman J. Warren et sortie en 1968.

## Synopsis
Steve Day, un disc jockey coureur de jupons, veut se remettre avec sa femme Suzanne, dont il est séparé. Les obstacles à ces retrouvailles sont le nouvel amour de Suzanne, Scott Fisher, et les liaisons de Steve avec une secrétaire, Carol, la colocataire de Carol et un mannequin français.

## Fiche technique
- Titre français : Les Mains vicieuses[1]
- Titre original anglais : Loving Feeling[2]
- Réalisation : Norman J. Warren
- Scénario : Robert Hewison, Bachoo Sen, Norman J. Warren
- Photographie : Peter Jessop
- Montage : Tristam Cones
- Musique : John Scott
- Décors : Hayden Pearce
- Production : Bachoo Sen
- Société de production : Piccadilly Pictures
- Pays de production :  Royaume-Uni
- Langue originale : anglais britannique
- Format : couleurs par Technicolor - 2,35:1 - Son mono - 35 mm
- Genre : comédie érotique
- Durée : 82 minutes
- Dates de sortie :
  - Allemagne de l'Ouest : 26 septembre 1968
  - Royaume-Uni : 5 mars 1969
  - France : 14 décembre 1977

## Distribution
- Georgina Ward (en) : Suzanne Day
- Françoise Pascal : mannequin
- Simon Brent : Steve Day
- Paula Patterson : Carol Taylor
- Scott Fisher : John Railton
- Christine Johnson : Heather Kyd
- Philip Peterson : Peter Dixon
- Jane Butler : Carol Cunningham
- Jacky Allouis : Helen
- John Aston : le petit ami de Jane
- Richard Bartlett : mixeur de son
- Sonya Benjamin : danseuse du ventre
- Paul Endesby : vieil homme sur la plage
- Stanley Folb : photographe de presse
- Robert Hewison : producteur de radio
- Allen John : gérant du restaurant
- Mary Land : une fille
- Barry Stephens : chauffeur
- Penny Watts : une fille